# Kleptochthonius inusitatus
Kleptochthonius inusitatus es una especie de arácnido  del orden Pseudoscorpionida de la familia Chthoniidae.

## Distribución geográfica
Se encuentra en Ohio (Estados Unidos).